# Junior Cadougan
Junior Carlisle Cadougan (Toronto, Ontario, 7 de mayo de 1990) es un exjugador de baloncesto canadiense de ascendencias sanvincentina y trinitense. Con 1,85 metros de altura jugaba en la posición de base. Fue internacional absoluto con Canadá.

## Trayectoria
Caougan jugó al baloncesto en la escuela secundaria en Ontario y Georgia, siendo seleccionado para participar del Reebok All-American Camp en 2008.
En 2009 recibió una beca deportiva de la Universidad Marquette, por lo que pasó a jugar con los Golden Eagles en la Big East Conference de la División I de la NCAA. En sus cuatro temporadas en el baloncesto universitario estadounidense, Cadougan registró promedios de 5,6 puntos, 2,1 rebotes y 3,7 asistencias por partido en 117 presentaciones. 
Se presentó en el Draft de la NBA de 2013, pero no fue elegido por ninguno equipo. Poco después participó de la NBA Summer League como miembro de los Milwaukee Bucks.
Sin ofertas de la NBA, Cadougan pasó a jugar en Europa. 
Luego de tres temporadas entre Georgia, Italia y Grecia, volvió a Canadá en 2016, donde durante los siguientes años se consolidó como un jugador regular de la NBL y la CEBL.

## Selección nacional
Cadougan representó a Canadá en el Campeonato FIBA Américas Sub-16 de 2013.
Con la selección absoluta disputó diversos torneos como el Campeonato FIBA Américas de 2013 y 2017, la Copa Tuto Marchand de 2013 y el certamen de baloncesto de los Juegos Panamericanos de 2015, donde los canadienses obtuvieron la medalla de plata. 